# 이르지 슈타이네르
이르지 슈타이네르(Jiří Štajner, 1976년 5월 27일, 프라하 ~)는 체코의 전 축구 선수이다. 포지션은 공격수였다.